# Caenanthura gutui
Caenanthura gutui är en kräftdjursart som först beskrevs av Negoescu 1997.  Caenanthura gutui ingår i släktet Caenanthura och familjen Anthuridae. Inga underarter finns listade i Catalogue of Life.